# Taphromysis bowmani
Taphromysis bowmani är en kräftdjursart som beskrevs av Mihai Bacescu 1961. Taphromysis bowmani ingår i släktet Taphromysis och familjen Mysidae. Inga underarter finns listade i Catalogue of Life.